# Pesceana
Pesceana è un comune della Romania di 1 969 abitanti, ubicato nel distretto di Vâlcea, nella regione storica dell'Oltenia.